# Le Monteil (Alta Loira)
Le Monteil è un comune francese di 607 abitanti situato nel dipartimento dell'Alta Loira della regione dell'Alvernia-Rodano-Alpi. Il centro abitato è attraversato a sud dal 45º Parallelo, la linea equidistante fra il Polo Nord e l'Equatore.

## Società

### Evoluzione demografica
Abitanti censiti